# Tom Desmet
Pour les articles homonymes, voir Desmet.
Tom Desmet (né le 29 novembre 1969 à Courtrai,) est un coureur cycliste belge, actif durant les années 1990 et 2000.

## Biographie
Tom Desmet est originaire de Courtrai, une ville située en Région flamande. Son père Armand et son oncle Roger ont eux aussi été coureurs cyclistes au niveau professionnel.  
En 1989, il s'impose à plusieurs reprises chez les amateurs. Il termine également deuxième d'une étape du Tour de la Vallée d'Aoste. Deux ans plus tard, il passe professionnel au sein de la structure Tulip Computers. Avec cette formation, il se classe troisième de Paris-Bourges en octobre 1991. Tom Desmet poursuit ensuite sa carrière jusqu'en 2002 au sein de diverses équipes. Durant cette période, il se distingue principalement dans des kermesses belges en obtenant plusieurs victoires et diverses places d'honneur. Il remporte aussi une course par étapes espagnole en 2001. 

## Palmarès

### Palmarès amateur
- 1990
  - Tour de Flandre-Occidentale
  - Trophée Jerry Blondel
  - 2e du Grand Prix d'Affligem
  - 2e de la Flèche ardennaise
  - 2e du championnat de Flandre-Occidentale du contre-la-montre
  - 3e de Zellik-Galmaarden

### Palmarès professionnel
| - 1991 - 3e de Paris-Bourges - 1992 - 3e de l'Omloop van het Meetjesland - 1993 - Tour de l'Est de la Belgique - 3e de la Flèche côtière - 1994 - Grand Prix Frans Melckenbeeck - 1995 - 3e du Circuit du Pays de Waes - 1997 - 3e du Circuit des Ardennes flamandes – Ichtegem | - 1998 - Wingene Koers - 3e du Samyn - 1999 - Wanzele Koerse - 2000 - 3e du Grand Prix Rudy Dhaenens - 2001 - Prueba Challenge Costa Brava - Grand Prix Raf Jonckheere |